# 차드
차드 공화국(프랑스어: République du Tchad 레퓌블리크 뒤 차드[*], 아랍어: جمهورية تشاد 줌후리야트 차드[*]), 줄여서 차드(프랑스어: Tchad 차드[*], 아랍어: تشاد 차드[*], 영어: Republic of Chad, 문화어: 챠드)는 아프리카에 있는 공화국이다. 아프리카 중앙부에 위치하며 북쪽은 리비아, 동쪽은 수단, 서쪽은 니제르, 카메룬, 그리고 차드호를 건너 나이지리아와 접해 있는 사막과 사바나의 나라이다. 국토의 반이 사막이고 리비아와의 접경지대에 표고 3,000m의 티베스티 산맥이 있다. 서부의 차드호는 사바나의 저지대에 있어 소택지에 둘러싸이며, 평균수심 1m 이나 매년 사막의 모래로 메워지고 있다. 연평균 기온 25 , 강우량 50mm 정도이다. 북부에는 투부족, 남부엔 사라족이 사는데, 대부분이 회교도이다. 원시종교 신도도 약간 있다. 전에 몇 개의 원주민의 왕조가 있었으나 1945년에 프랑스령 적도아프리카의 일부가 되었다가 1960년에 독립했다. 남·북 주민의 대립으로 독립 이래 내전이 계속되고 있다. 1982년 대통령에 취임하여 프랑스와 미국의 지원을 받는 아브레 정부군과 리비아의 지원을 받은 구쿠니 전대통령이 이끄는 반군과의 싸움은 국제대리전 양상을 띠게 되었다. 내전 격화와 더불어 구 종주국인 프랑스와의 관계를 강화하고 있다. 무역과 원조는 프랑스에 의존하고 있으며, 남부의 면화와 중부의 목축이 주요산업이다.

## 역사
기원전 7000년에, 차드의 북부 지역의 환경 조건이 인간이 정착하기 좋게 바뀌어 인구가 크게 증가했다. 기원전 2000년 이전의 아프리카 고고학 유적의 대부분이 주로 차드의 보르코우-엔네디-티베스티 지역에서 발견된다. 전에 몇 개의 원주민의 왕조가 있었으나 1945년에 프랑스령 적도(赤道)아프리카의 일부가 되었다가 1960년 8월 11일, 프랑스로부터 독립하였다.
1982년 구쿠니 웨데이 대통령이 쿠데타로 쫓겨났으며, 이 뒤를 이어 히센느 하브레가 집권했다. 그는 재직 중 반대파를 비롯한 총 4만명을 고문 및 살해하여 '아프리카의 피노체트'라는 비난을 받았다. 하브레는 1988년 재선에 성공했으나, 당시 권력 실세이던 이드리스 데비와 리비아와의 영토 문제를 두고 갈등이 벌어진 끝에 1990년 데비가 일으킨 쿠데타로 축출되었다. 하브레는 재직 중 체계적이고 잔인한 고문을 강행한 사실이 밝혀졌으며, 현재 재판을 눈앞에 두고 있는 상태이다. 한편 前 차드의 대통령인 이드리스 데비가 1990년 12월 2일부터 2021년 4월 20일에 이드리스 데비가 향년 69세로 사망을 했다.

## 지리
전체 면적은 1,284,000 km2이며 세계에서 20번째로 큰 나라이다. 페루보다 조금 작으며 남아공보다는 약간 큰 수준이다. 차드는 중앙 아프리카이며 북쪽은 리비아, 서쪽은 니제르와 나이지리아, 남쪽은 카메룬과  중앙아프리카공화국, 동쪽은 수단과 이어져 있다. 차드는 아프리카의 중심에 위치하였고, 오랜 내전과 부정부패로 인해 "아프리카의 죽은 심장"이라고 불리기도 한다.
식민 지배의 잔해로 차드의 국경선은 자연적인 경계와 일치하지 않는다. 동쪽과 남쪽은 산맥지대로서 북쪽의 분지와 상당히 다른 모습을 보인다. 차드호(수면 면적 1만 6,000km2)는 자국의 이름을 따서 지어졌으며 330,000 km2의 수량을 담고 있다. 아프리카에서 두 번째로 큰 호수이다. 차드에서 가장 높은 산은 휴화산인 티베스티 산이며 사하라 사막 전체를 통틀어서도 가장 높은 산지이다.

## 행정 구역
차드는 22개 주(régions)로 구성되어 있다.
1. 바타주 (Batha)
2. 샤리바기르미주 (Chari-Baguirmi)
3. 하제르라미주 (Hadjer-Lamis)
4. 와디피라주 (Wadi Fira)
5. 바르엘가젤주 (Barh El Gazel)
6. 보르쿠주 (Borkou)
7. 엔네디주 (Ennedi)
8. 게라주 (Guéra)
9. 카넴주 (Kanem)
10. 라크주 (Lac)
11. 로곤옥시당탈주 (Logone Occidental)
12. 로곤오리앙탈주 (Logone Oriental)
13. 망둘주 (Mandoul)
14. 마요케비에스트주 (Mayo-Kebbi Est)
15. 마요케비우에스트주 (Mayo-Kebbi Ouest)
16. 무아얭샤리주 (Moyen-Chari)
17. 와다이주 (Ouaddaï)
18. 살라마트주 (Salamat)
19. 실라주 (Sila)
20. 탕질레주 (Tandjilé)
21. 티베스티주 (Tibesti)
22. 은자메나 (N'Djamena)

## 기후
매년 열대 기후가 나타나는데 차드의 남북 전체에 나타나며 5월에서 10월 동안 우기이다. 북쪽 사헬 지대에서는 6월에서 9월만 우기 지대에 해당하다. 지역적 강우가 나타나기 때문에 이를 토대로 세 지형을 나눈다. 사하라 사막은 북쪽 끝부분에 있는데 연간 강수량이 50mm 미만이다. 사실 이 지역이 사하라 사막 내에서도 가장 더운 지역에 해당한다. 이 지역의 생물군은 없다고 봐도 무방하다. 가끔 가다 종려나무만이 듬성듬성 살아남아 있을 뿐이다.
사하라 사막 일대의 영향이 차드 중심부까지 미치며 이 일대의 강수량이 300~600mm 정도이다. 사헬 지대가 나타나며 여러 관목 지대와 함께 스텝 기후가 나타나고 남쪽으로 가면 사바나 기후가 나타난다. 이 지대의 강수는 900mm 이상에 달한다. 키가 큰 관목이 많이 나타나기 때문에 새와 파충류, 큰 포유류가 많이 나타난다. 차드의 가장 큰 강은 차리 강이며 여러 강의 지류도 나타난다.

## 경제
차드는 1996-2005년 기간 동안 연평균 9%의 경제 성장을 기록하였다. 차드 호에 흘러들어가는 하천 지역을 중심으로 전개된 농업에 의존한다. 주로 농산물은 면화인데, 석유 생산이 시작되기 전에는 수출의 80%를 차지하였다. 남부를 중심으로 소와 낙타에 의한 목축도 행해지며, 이로부터 얻는 고기, 가죽도 수출되고 있다. 2003년에, 남부의 도바(Doba) 유전에서 카메룬의 크리비(Kribi) 항까지 파이프라인 1070 킬로미터가 완성되었다. 일일 10만 배럴의 석유 생산이 개시되었다. 현재 차드의 수출액의 80%는 원유가 차지한다. 도바 유전에서 얻는 수익은 감시 위원회가 관리하고 있다. 또한 우라늄 광맥도 발견되었으나 개발이 지연되고 있다. 경제부진의 원인으로, 장기간의 내전 상태와 교통망의 미비를 들 수 있다. 도로망은 거의 포장되지 않았고, 우기에는 사용할 수 없게 된다. 또한 차드호에 연결된 하천은 수상 교통으로서 이용되나 이곳은 최근의 사막화의 진행으로 인해 우기 외에는 선박 통행이 불가능하다.

### 기아문제
차드의 기아문제는 매우 심각한 상태이다. 매년 아일랜드의 NGO인 컨선월드와이드(Concern Worldwide), 독일의 NGO인 세계기아원조(Welthungerhilfe) 그리고 미국의 연구기관인 국제식량정책연구소(IFPRI)가 협력하여 발표하는 세계기아지수(GHI)에 따르면 2016년 차드의 기아지수는 100점 만점 중 44.3점으로 가장 심각한 기아지수를 기록한 중앙아프리카공화국의 46.1점과 비교해봐도 큰 차이가 없는 수준이다. 이는 조사 대상이었던 118개의 개발도상국 중 117위에 해당하는 수치로 아주 심각한 기아수준을 보여준다고 할 수 있다.

## 주민
주민은 200개 이상의 부족으로 나뉜다. 크게 나누면 북부·중부의 이슬람교 중심의 부족과 남부의 비이슬람교 중심의 부족으로 나눌 수 있다. 문맹률의 비율이 높은 편이다.
북부에는 아랍인과 아프리카 부족 토우보우 족이 살고 있으며, 남부는 여러 아프리카 종족들이 차지하며 최남단에는 사라 족이 살고 있다.

## 언어
1996년 3월 31일자 헌법 9조 1항에는 "공용어는 프랑스어와 아랍어다."라고 규정하고 있다. 그 외에도 현지어로 남부의 사라어 등 120개 이상의 언어가 사용되고 있다. 차드는 프랑스어사용국기구(프랑코포니)의 정회원국이다.

## 종교
종교는 이슬람교가 51%, 기독교가 35%, 애니미즘이 7%, 기타가 7%이다.

## 문화
기원전 7000년에, 차드의 북부 절반에 환경 조건이 인간이 정착하기에 호전되었고, 그곳은 강력한 인구 증가를 경험하게 되었다. 대부분 중요한 아프리카 (기원전 2000년 전보다 더 이른 날짜의) 고고학 유적의 다소가 주로 차드의 보르코우-엔네디-티베스티 지역에서 발견된다. 1960년 8월 11일, 프랑스로부터 독립하였다.

## 외교
한국과의 관계
1961년 한국과 수교하였으며 의료, 무역협정을 체결했다. 현재 주카메룬대사관에서 겸임을 하고있다. 북한과는 1969년 수교하였다.
리비아와의 관계
차드 정부는 리비아 정부와 토요타 전쟁을 치른 적이 있다. 이후 차드가 승리하였고, 이로 인해 리비아와 차드의 사이가 극도로 나빠졌다.
수단과의 관계
2008년 5월, 수단의 다르푸르 반군 조직이 수도 하르툼을 공격하자, 수단은 다르푸르의 배후로 차드를 지목하며, 외교 관계를 단절하였다.
루마니아와의 관계
차드는 루마니아와 1969년 외교 관계를 수립하였으며, 국기가 비슷한 것으로 보이지만 EU 평화 유지군의 임무도 또한 참관하였던 내역도 역시 있었다.
프랑스·벨기에와의 관계
차드는 프랑스, 벨기에와의 대외 관계는 어느 정도 유지되고 있으나, 차드와 두 나라 사이의 상주공관 여부를 보면 차드는 프랑스의 파리와 벨기에 브뤼셀에 대사관을 동시에 두고 있으며, 프랑스만 은자메나에 대사관을 따로 파견되는 반면 벨기에는 카메룬 야운데 주재 대사관이 차드를 따로 파견하고 있다.